# Skil Brum
Skil Brum lub Skilbrum – szczyt w pasmie Baltoro Muztagh w łańcuchu Karakorum. Leży w północnym Pakistanie, blisko granicy z Chinami, ok. 9 km na zachód od K2.
Pierwszego wejścia na szczyt dokonali Marcus Schmuck i Fritz Wintersteller 19 czerwca 1957 r.